# جوسيه كارل بيير فانفان
جوسيه كارل بيير فانفان (بالفرنسية: José-Karl Pierre-Fanfan)‏ (ولد في 26 يوليو 1975) هو لاعب كرة قدم فرنسي سابق كان يجيد اللعب في مركز قلب الدفاع.

## المسيرة الرياضية
ولد قلب الدفاع في سان بول سور مير وبدأ مسيرته الرياضية في دنكرك حيث لعب لمدة أربعة مواسم قبل أن ينتقل إلى نادي لانس. في موسمه الأول في لنس ساعدهم على الفوز بلقب دوري الدرجة الأولى الفرنسي ولعب دوراً رئيسياً في الفريق بمساهمته في وصوله إلى الدور النصف النهائي في كأس الاتحاد الأوروبي في عام 2000.
انضم إلى نادي موناكو عام 2001 ثم انتقل إلى باريس سان جيرمان في عام 2004 حيث لعب في دوري أبطال أوروبا موسم 2004-05.
في 6 يوليو 2005 وقع فانفان مع نادي رينجرز في الدوري الاسكتلندي الممتاز في صفقة انتقال حر. بعد تسجيله هدفه الأول في مباراته الأولى في هزيمة رينجرز 3-0 من ليفينغستون استبعده المدرب أليكس ماكليتش من التشكيلة الأساسية وبالكاد لعب مباراة بعد سبتمبر. اعتبر المدرب السابق لإيبروكس بول لوجوين أن لديه فائض في الاحتياجات في يوليو 2006 وتم تسريحه في 31 أغسطس قبل ساعات من إغلاق نافذة الانتقالات.
بعد أكثر من عام بدون نادي انضم إلى نادي السيلية القطري لفترة. في يونيو 2009 أعلن فانفان اعتزاله كرة القدم.
بسبب أصوله المارتينيكية فإن فانفان كان مؤهل للعب في صفوف منتخب المارتينيك.